# Kontinkangas
Kontinkangas (en finnois : Kontinkankaan kaupunginosa) est  un  quartier du district de Oulunsuu de la ville d'Oulu en Finlande.

## Description
Le quartier compte 658 habitants (31.12.2018).
A Kontinkangas se trouvent, entre autres, l'hôpital de Kontinkangas, l'hôpital universitaire d'Oulu et le centre polyvalent Kastelli qui héberge une école primaire et une bibliothèque.

## Galerie

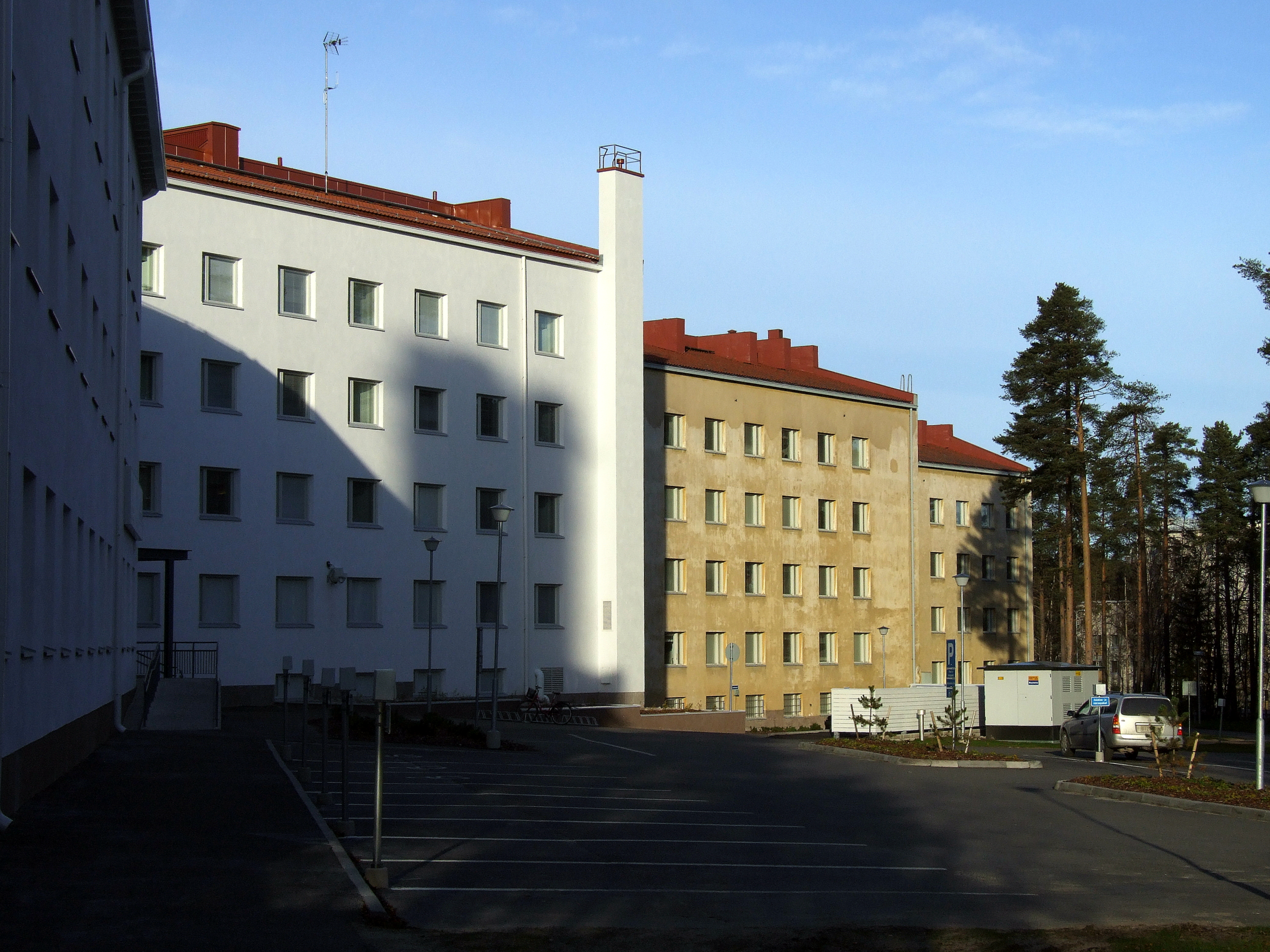
L'hôpital de Kontinkangas.
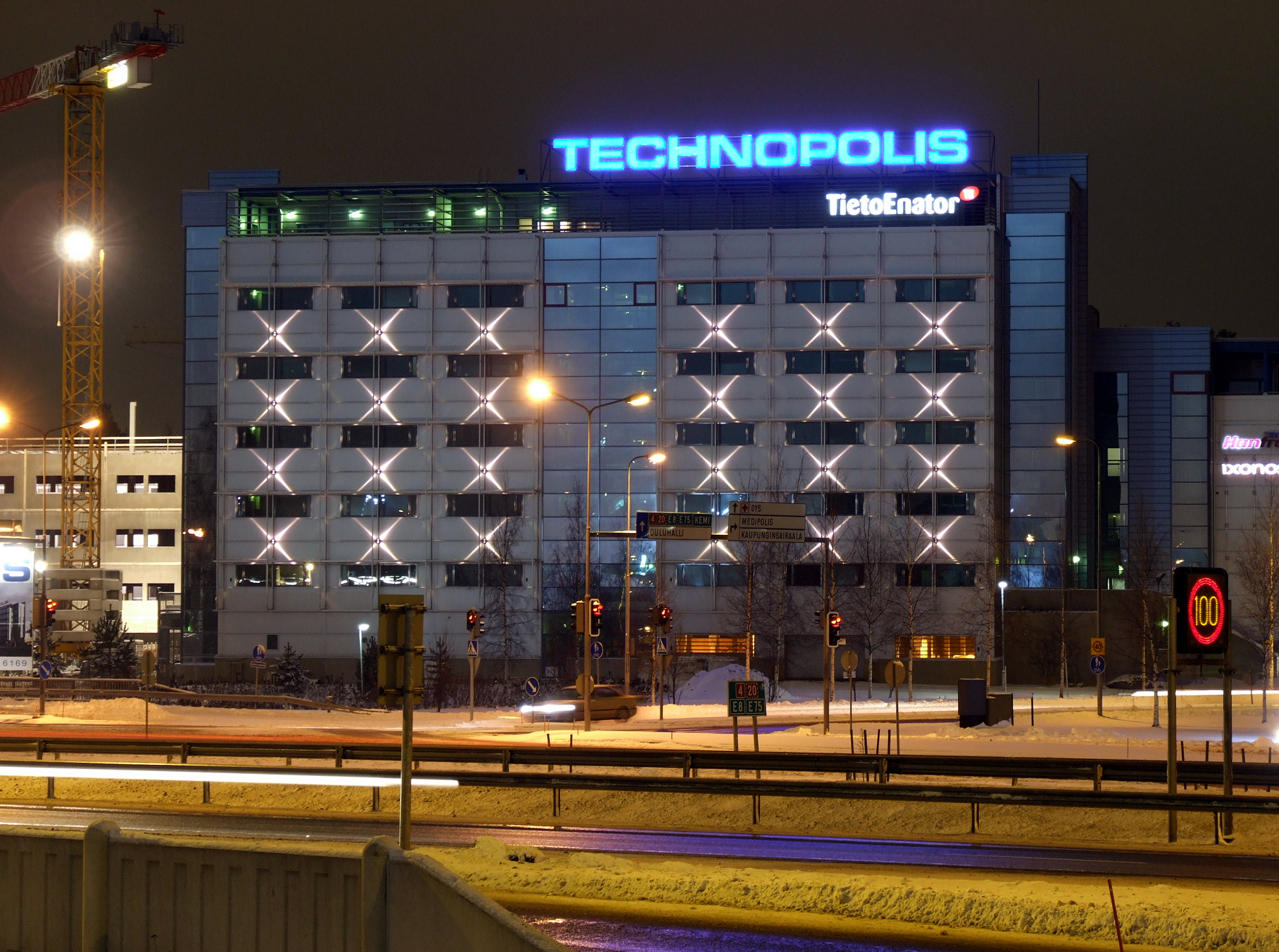
Technopolis à Kontinkangas.
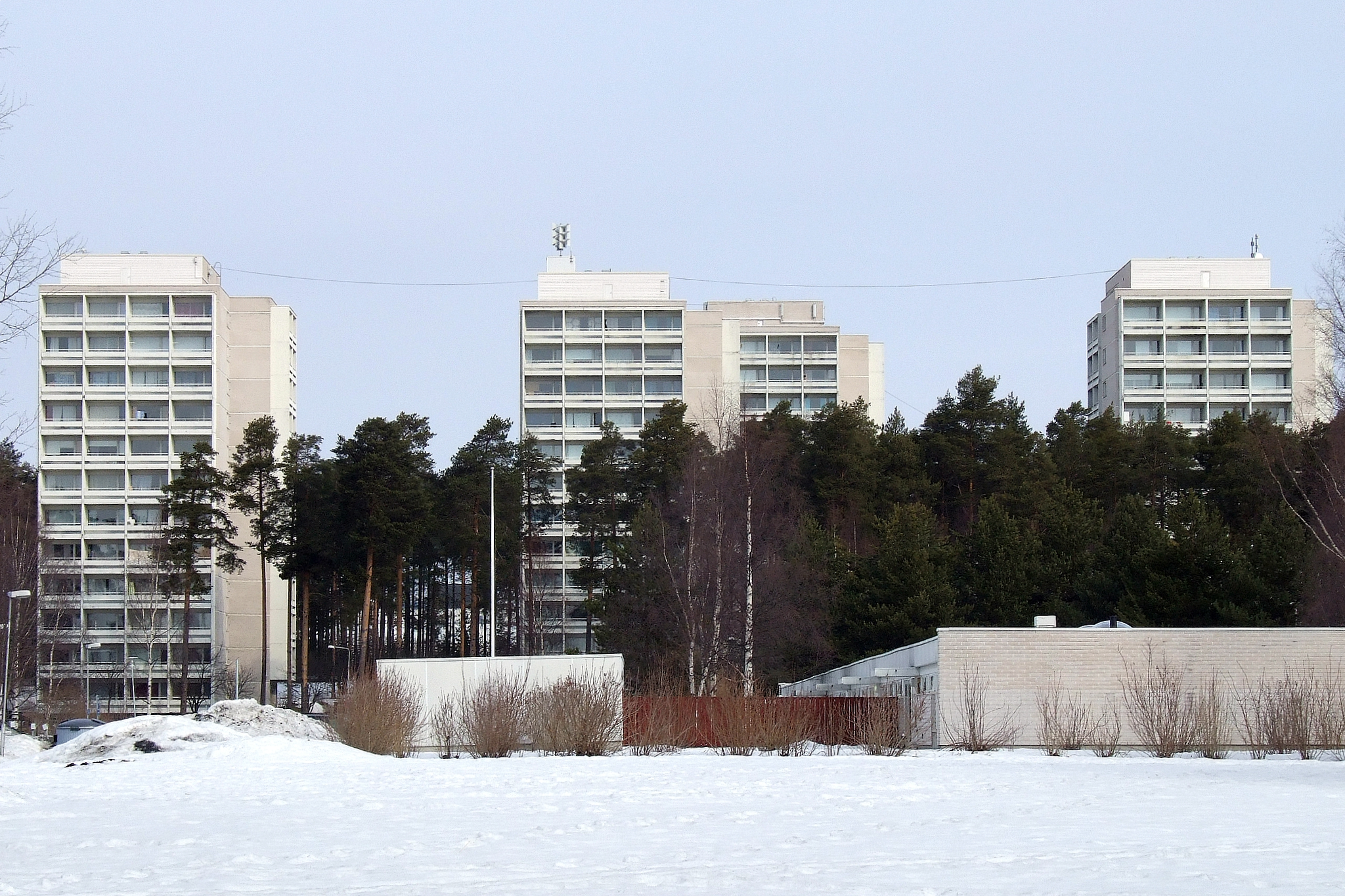
Résidences des employés de l'Hôpital universitaire d'Oulu à Sairaalanrinne.
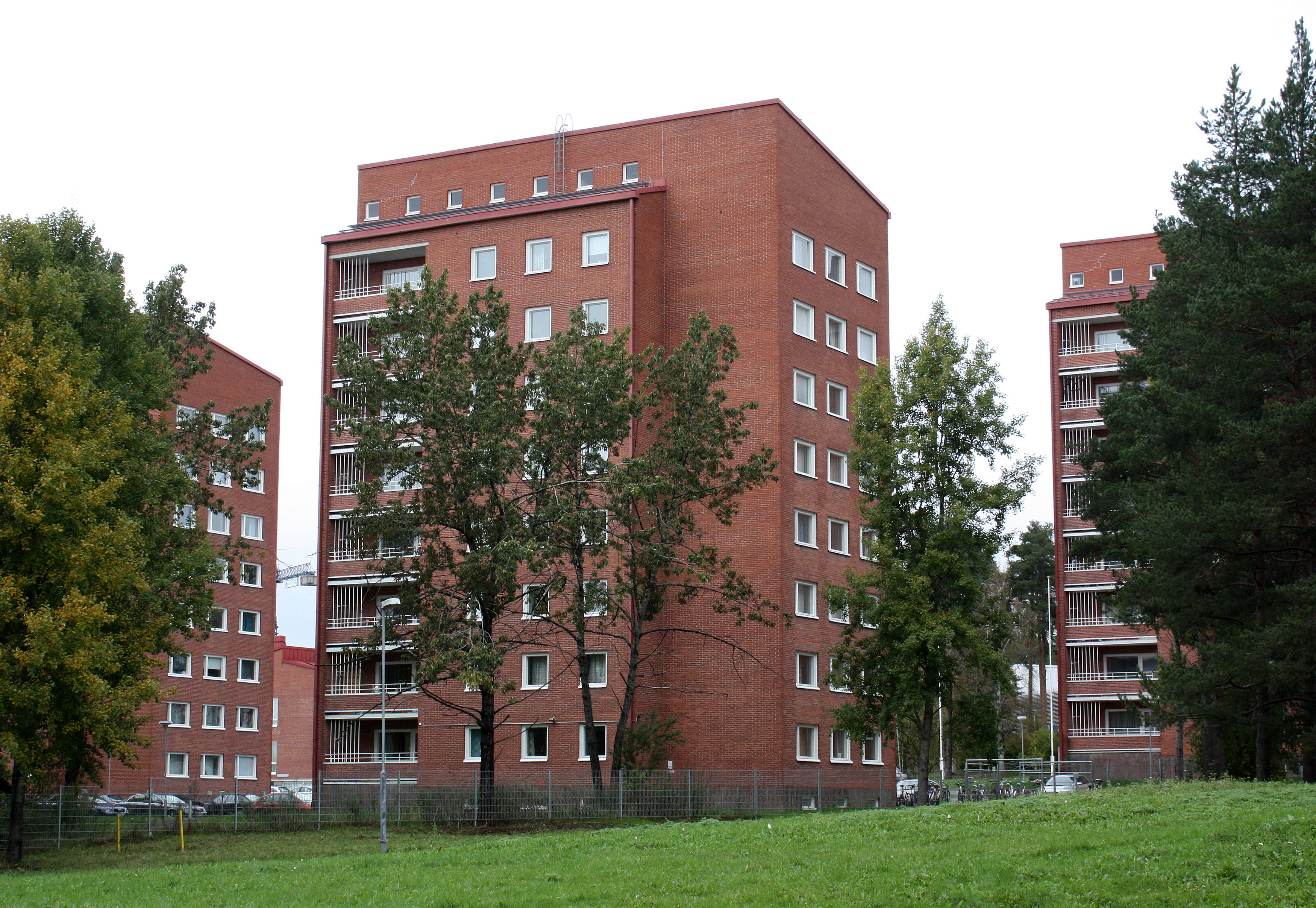
Dortoirs de l'école des infirmières à Kontinkangas. Architecte Uki Heikkinen, 1962.
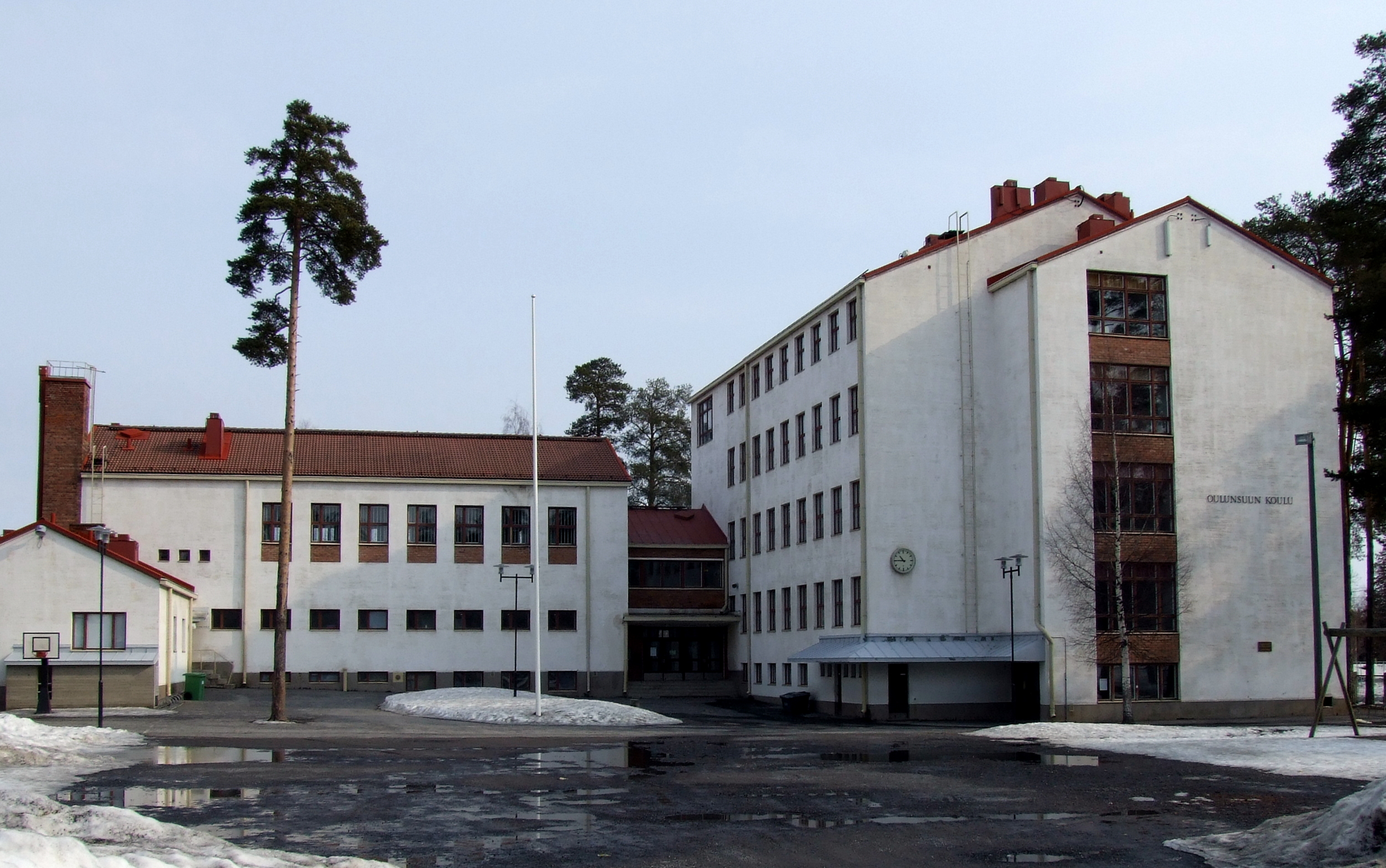
L'école élémentaire de Oulunsuu. Architecte Martti Heikura, 1955.
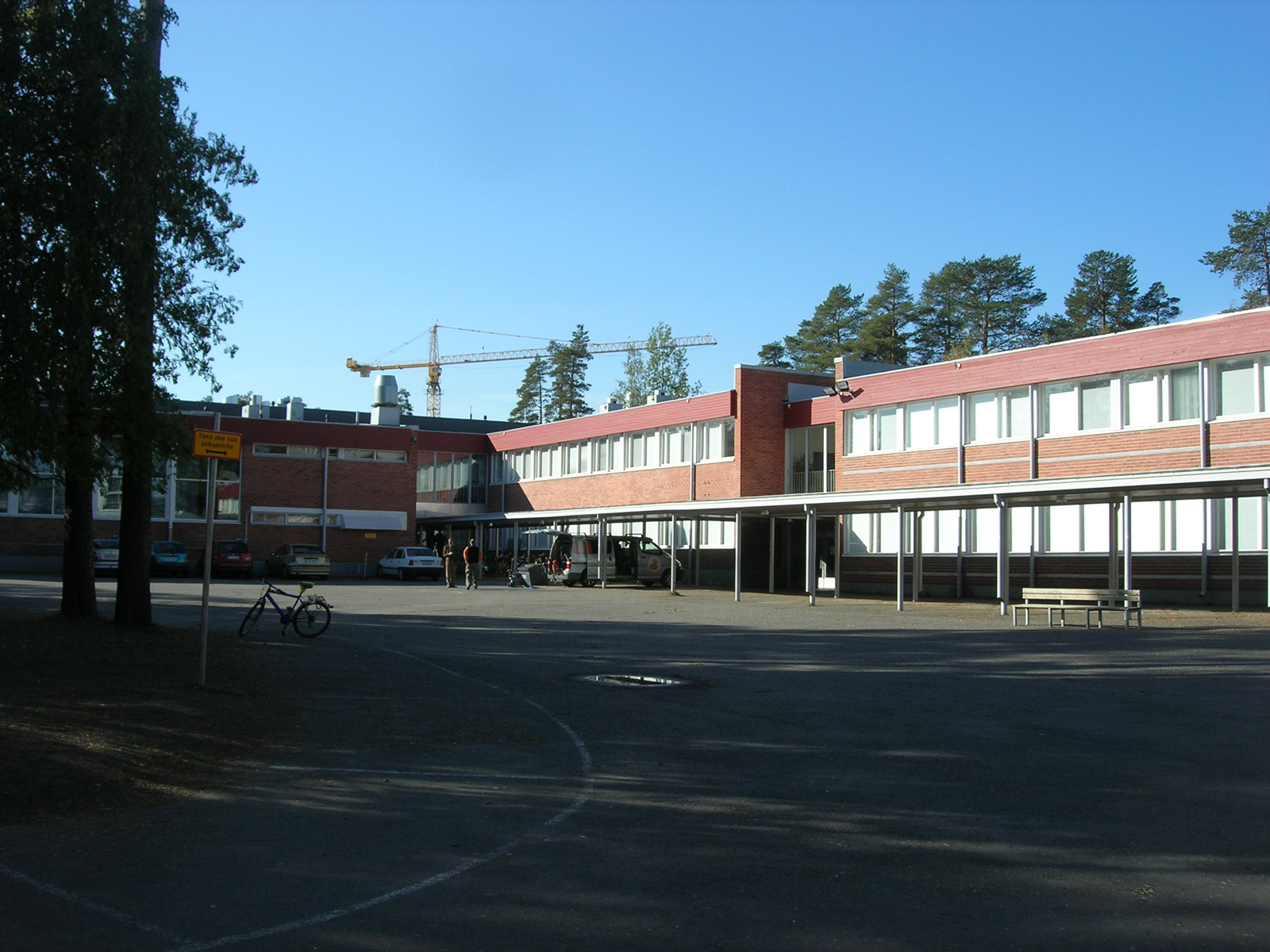
Ancien Lycée de Kastelli.